# Парчевский, Павел Антонович
Павел Антонович Парчевский (8 января 1854, — после 18 апреля 1917) — русский военачальник, генерал-лейтенант Генерального штаба императорской армии.

## Биография
Из дворян. Православный. Начальное образование получил в Могилёвской гимназии. Обучался военному делу в 1-м Павловском училище, которое успешно закончил в 1875 году. Высочайшим приказом был выпущен прапорщиком в 16-ю артиллерийскую бригаду. Участник русско-турецкой войны (1877—1878). Обучался в Николаевской академии Генерального штаба, которую  закончил по 2-му разряду в 1883 году. С 1893 года — Капитан. Цензовое командование ротой проходил в 20-й пехотном Галицком полку. С 1886 года служил в штабе Харьковского ВО — подполковник. С 1890 года адъютантская служба в штабе Киевского ВО — полковник. С 1894 года служил во 2-й сводной казачьей дивизии — начальник штаба. С 1899 года в Острожском 167-м пехотном полку — командир полка. В 1903 году присвоен чин — генерал-майора, тогда же был переведён в Войсковой штаб Забайкальской области — начальником штаба. С 1904 года служил интендантом тыла в управлении Маньчжурской армии. С 1905 года — интендант Дальневосточных войск,  с 1906 года интендант тыла в Иркутском ВО. С 1907 по 1910 гг. — начальник бригады в 48-й пехотной резервной бригаде. С 1910 года — командир бригады 6-й пехотной дивизии. С 1913 года  в чине генерал-лейтенанта — начальник 5-й пехотной дивизии.

## Первая мировая война
Участник Первой мировой войны в составе 5-й пехотной дивизии — начальник дивизии. Блестяще проявил себя в бою на Злочевских высотах в ходе Галицийской битвы 1914 г.
В 1916 году был переведён в сформированный 35-й армейский корпус — командир корпуса.
Карьера неожиданно закончилась в 1917 году, когда 18 апреля он потерял свой пост и был зачислен в резерв ставки.
<< После обеда мы ушли с командиром корпуса в его кабинет и занялись делами. Генерал Парчевский всё знал: местность, название деревень, условия жизни крестьян, знал земских начальников по фамилиям, помнил становых приставов. Разговор с ним доставил мне огромное удовольствие. Он схватывал на лету сущность дела и затем определённо и решительно высказывал своё мнение и давал ответы. Парчевский, видимо, был любим в корпусе, ибо, пока мы говорили, по исправленному телефону безостановочно звонили, и судя по ответам генерала, беспокоились за участь штаба и его личную. Самый тон и форма разговоров ясно указывали мне на крепкие, доверительные и тёплые отношения, существовавшие между командиром корпуса и его подчинёнными.
 — Вот он вождь! — думалось мне.

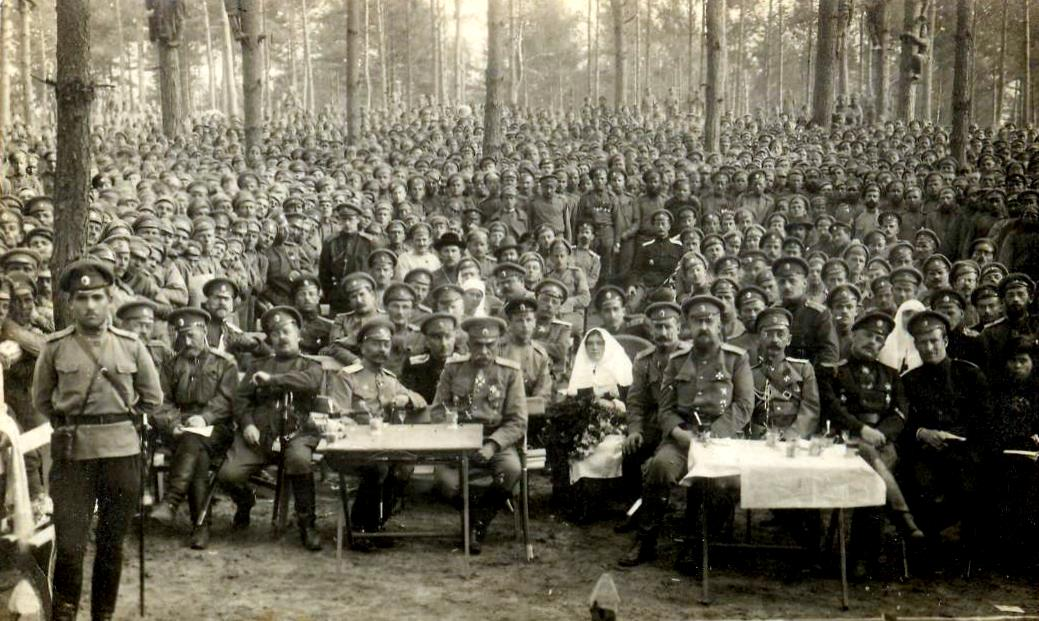
Генерал-лейтенант Парчевский за центральным столом справа, 1916 год

 — Наконец-то, Слава Богу!>>

## Награды
- орден Св. Георгия 4-й степени[4]

Начальнику 5-й пехотной дивизии, генерал-лейтенанту Павлу Парчевскому за то, что в боях 22 и 23 октября 1914 г. на левом берегу р. Сана, лично командуя частями 5-й, 11-й и 32-й пехотных дивизий и находясь под сильным артиллерийским и ружейным огнём, отличным мужеством и спокойной распорядительностью настолько воодушевил части дивизий, что последние не только удержали позицию под напором подавляющих сил противника, но и перешли в энергичное наступление, нанеся противнику громадный урон, последствием чего, было полное отступление австрийцев.

— ВП по в. в. к № 1290 «Разведчика» стр. 770.
- Георгиевское оружие
- орден Св. Анны 4-й степени
- орден Св. Станислава 3-й степени с мечами и бантом
- орден Св. Анны 3-й степени
- орден Св. Станислава 2-й степени
- орден Св. Анны 2-й степени
- орден Св. Владимира 4-й степени
- орден Св. Владимира 3-й степени
- орден Св. Станислава 1-й степени
- орден Св. Анны 1-й степени